# Nélson Augusto Tomar Marcos
Nélson nació en la isla de Sal, (Cabo Verde) el 10 de junio de 1983 fue un jugador de fútbol portugués que jugó como lateral derecho en clubes como el A.D. Alcorcón de España.

## Carrera
Comenzó a destacar en la primera división portuguesa con el Boavista. En mayo de 2005 se vio involucrado en un accidente automovilístico junto con el portugués futbolista compañeros y exjugador del Boavista José Bosingwa. Nelson se unió al SL Benfica de Boavista por un contrato de cinco años. En la 2006-07 disputó la Liga de Campeones
Lateral derecho de origen caboverdiano e internacional absoluto con Portugal, que llegó al Real Betis en 2008 procedente del Benfica de Lisboa, donde coincidió con José Antonio Camacho, extécnico de CA Osasuna.
Nélson llegó al Real Betis el 26 de agosto de 2008 mediante el pago de 6 millones de euros al SL Benfica firmando un contrato por cinco temporadas. Es un lateral de un corte más ofensivo que defensivo y al que han comparado, salvando las distancias, con Alves por su forma de subir la banda. Como mi abuela.
En 2010 el Real Betis Balompié y el Club Atlético Osasuna llegan a un acuerdo por la cesión, por una temporada, al club navarro, incluida una opción de compra por seis millones de euros, del defensor portugués Nelson Augusto Tomar.
El 28 de enero de 2013 ficha para el US Palermo firmando un contrato hasta el 30 de junio de 2015.
El 1 de agosto de 2013 firma un contrato de un año de cesión a la Unión Deportiva Almería.
Terminada su cesión con Unión Deportiva Almería de España, es cedido nuevamente durante su último año de contrato a Os Belenenses de la primera división portuguesa , jugando 28 partidos y asentado como titular en la banda derecha del equipo portugués.
En la campaña 2015/1016 ficha como agente libre por la A.D. Alcorcón.

## Clubes
A.D.A Alcorcón

| Club        | País     | Año       | Partidos | Goles |
| ----------- | -------- | --------- | -------- | ----- |
| Vilanovense | Portugal | 2002-2003 | 23       | 0     |
| Salgueiros  | Portugal | 2003-2004 | 28       | 2     |
| Boavista    | Portugal | 2004-2005 | 23       | 1     |
| SL Benfica  | Portugal | 2005-2008 | 98       | 2     |
| Real Betis  | España   | 2008-2010 | 59       | 0     |
| Osasuna     | España   | 2010-2011 | 31       | 1     |
| Real Betis  | España   | 2011-2013 | 24       | 1     |
| US Palermo  | Italia   | 2013      | 8        | 1     |
| UD Almería  | España   | 2013-2014 | 4        | 0     |